# 符銘
符铭，廣東琼山县上那邕人，明朝政治人物，同進士出身。

## 生平
洪武三十年（1397年），登丁丑科春榜進士，授中書舍人。